# Tabun
 Tabunul este un gaz de luptă, toxic al SNC, descoperit în 1936 de chimistul german Gerhard Schrader. Din anul 1942 a fost produs pe scară industrială fiind pregătit dar nefolosit ca și gaz de luptă în timpul celui de al doilea război mondial. Este un ester al acidului fosforic, și foarte asemănător cu erbicidele ca structură. Tabunul este un lichid incolor cu nuanțe de culoare până la brun, care la încălzire emană un miros de migdale amare. La folosirea lui poate lua naștere acid cianhidric.
1. ↑  „Tabun”, PubChem